# Viola nuevo-leonensis
Viola nuevo-leonensis är en violväxtart som beskrevs av Wilhelm Becker. Viola nuevo-leonensis ingår i släktet violer, och familjen violväxter. Inga underarter finns listade i Catalogue of Life.